# Václav Jan Sommerschuh
Václav Jan Sommerschuh (21. května 1825 Praha – 5. prosince 1892 Praha) byl český podnikatel, majitel prosperující pražské keramické továrny v třetí ze čtyř generací rodinné firmy. Za své dodávky získal titul c. a k. císařského dvorního dodavatele a kromě domácího odbytu vyvážel své výrobky do Německa a do Polska.

## Historie kamnářského rodu
Kamnářskou dílnu založil v roce 1760 Václavův děd, Johann Sommerschuh (* 1726) nejprve v ulici Na Františku. Firmu později převzal jeho syn Václav (* 1786), který dílnu rozšířil a přestěhoval do zrušeného kláštera montserratských benediktinů u kostela sv. Mikuláše na Starém Městě. Z jeho tří synů v kamnářské činnosti pokračovali dva: Karel (1821–1866), který si zařídil dílnu na Starém Městě v Dlouhé třídě, tam po jeho předčasné smrti pokračoval syn Karel mladší; druhý syn Václav Jan (1825–1892) zdědil stávající provozovnu na nároží Staroměstského a Mikulášského náměstí.

V 50. letech 19. století se v Praze všeobecně začalo topit uhlím a stávající kamna na dřevo v domácnostech nevyhovovala bezpečnostním, užitným, ani estetickým nárokům soudobého měšťanského slohu – biedermeieru. Proto Václav Jan Sommerschuh v roce 1863 zakoupil na nedalekém Mariánském náměstí domy čp. 101/I a 103/I a zřídil zde kamnářskou továrnu se strojovou výrobou keramiky. Jeho odběratelé pocházeli z řad pražské šlechty a zámožných měšťanů, kteří kladli důraz na dokonalé řemeslné i umělecké provedení. Kromě šlechtických paláců (Nostický, Buquoyský aj.) dodával kachlová kamna i do piano nobile Nového královského paláce Pražského hradu. Václav Jan se stal velmi zámožným továrníkem, přestavěl průčelí obou továrních budov, vyzdobil je balustrádou s keramickými plastikami a vázami; dveře i okna orámoval dekorativními obkladačkami. Oba domy byly při asanaci Prahy zbourány po roce 1908, na jejich místě stojí Městská knihovna. 

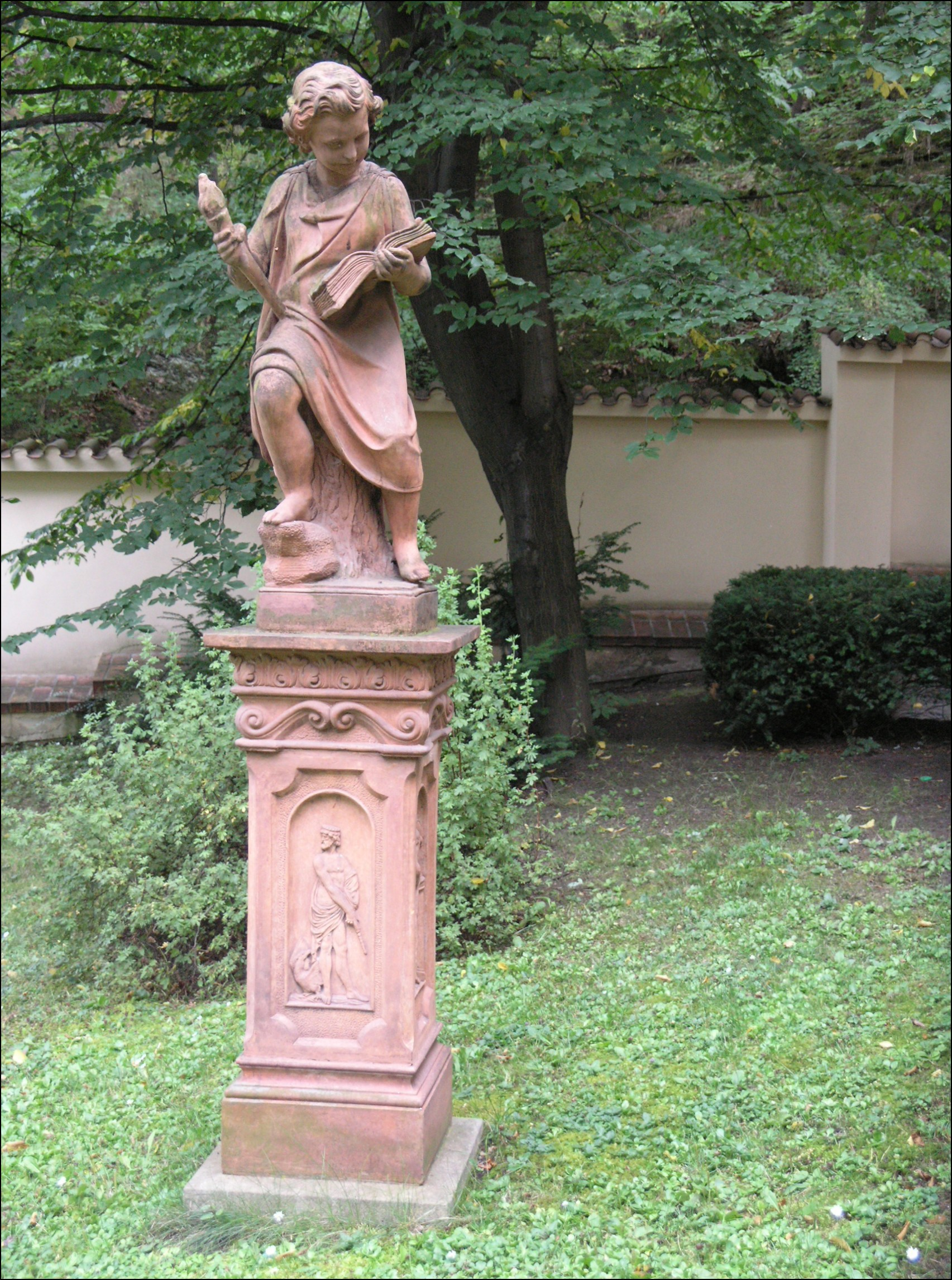
Alegorická socha vzdělanosti: Čtenář s pochodní, park Bertramky, původně na schodišti křivoklátské vily

## Život Václava Jana Sommerschuha
V roce 1863 továrník Václav Jan Sommerschuh s manželkou Vilemínou zakoupili na nároží Platnéřské ulice a Mariánského náměstí domy čp. 101/I a 103/I. Tam žili a v podnájmu u nich bydlel například kameník Jan Kranner.
Václav Jan byl velmi společenský, měl bohatou uměleckou a obrazovou sbírku a ve svém domě se zahradou se scházel se svými přáteli každý čtvrtek. Navštěvovali jej Josef Matěj Navrátil, Vojta Náprstek, Karel Novotný, Vojtěch Lanna mladší, Moritz Gröbe, Vilém Tierhier, Tomáš Černý, František Dittrich, Irma Reichová, Emilián František Skramlík, který byl v roce 1880 povýšen do šlechtického stavu s titulem rytíř.
V roce 1867 si Sommerschuh postavil vilu na Křivoklátě, zahrada i vstupní prostory byly dekorovány plastikami z vlastních dílen. Plastiky tam v roce 2020 již nebyly a vila není v majetku potomků tohoto rodu.

### Spolky
Václav Jan Sommerschuh byl zakládajícím členem Měšťanské besedy a družstva Národního divadla, ředitelem Pražské paroplavební společnosti, čestným setníkem městských granátníků, nějakou dobu byl radním hlavního města Prahy a členem různých dobročinných a odborných spolků.

### Rodina
Václav Jan Sommerschuh s manželkou Vilemínou měli podle evidence pražského magistrátu děti čtyři; podle pobytové přihlášky policejního komisařství devět dětí, z nichž jen tři se dožily dospělého věku:
- Quido (* 1854)
- Richard (1856–1877)
- Ludmila (* 1859), provdala se za továrníka-rytíře Emiliána Skramlíka, syna Emiliána Františka Skramlíka a bratra Jana Skramlíka).
- Vilém (1860–1863)
- Emil Sommerschuh (1866–1920), pokračovatel firmy
- Václav (1861–1862)
- Johann (* 1863)
- Johanna/Jeanetta (* 1864), provdala se za akademického malíře Karla Pausche, rytíře z Werthlandu (1862–kolem 1902), který byl synem úředníka Ludwiga Pausche a synovcem Karla Pausche,[9] c. k. polního maršálka;[zdroj?] roku 1890 se přestěhovali do vily na Křivoklátě[10]
- Gottlieb (1865–1866)

Quido a Richard byli pohřbeni se svým dědečkem na malostranském hřbitově v Košířích ve velké hrobce u jižní zdi.
Pohřeb Václava Jana Sommerschuha se konal dne 8. prosince 1892. Pohřební průvod vyšel od kostela Křižovníků na Olšanský hřbitov, psal o něm denní tisk. Příčinou smrti byla otrava olovem z glazur keramiky.

## Konec kamnářského rodu a počátek společnosti RAKO

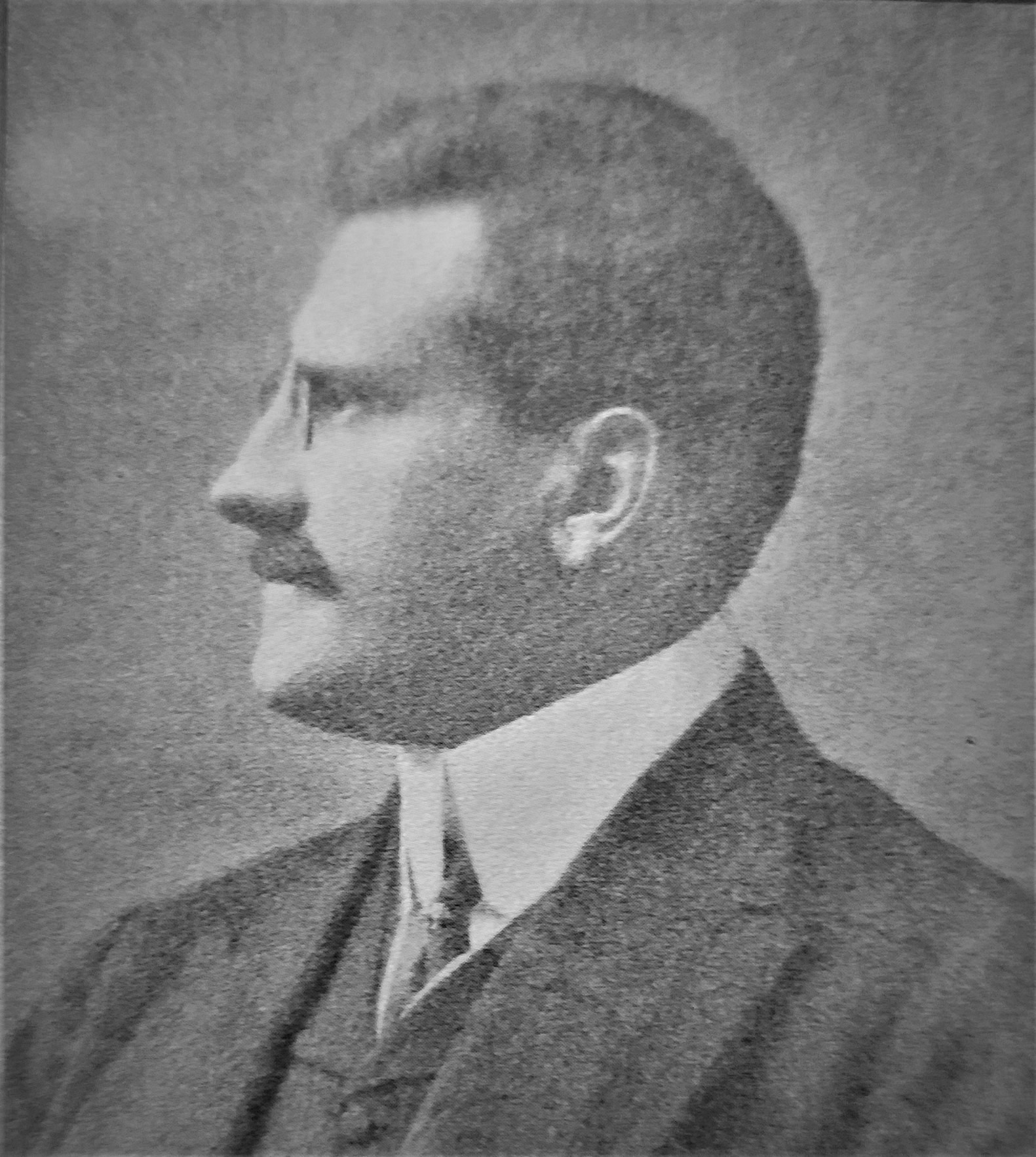
Emil Sommerschuh, foto kolem 1910

Po Václavu Janovi firmu zdědil jeho syn Emil Sommerschuh (1866–1920). Ten ji v roce 1898 přestěhoval do šamotárny RAKO v Rakovníku, kterou zakoupil spolu se svým švagrem Josefem Kasalovským. Toto období produkce v secesním stylu bylo zlatou dobou rakovnické továrny, jež slavila velké úspěchy, například v roce 1908 na jubilejní výstavě Obchodní a živnostenské komory v Praze vybavením pavilónu, které navrhl architekt Jan Kotěra. Ve spolupráci s profesorem keramiky z pražské Uměleckoprůmyslové školy Janem Benešem prosadili dekorativní keramiku v architektuře, mj. k obkladům fasád veřejných budov, jako byl Obecní dům v Praze nebo Krajské muzeum v Hradci Králové, také v interiérech, například v restauraci hotelu Imperial v Praze (1913). Sommerschuh a Kasalský obě továrny prodali v roce 1907 knížeti Janu II. z Liechtenšteina a Emil Sommerschuh v nich až do své smrti (1920) pracoval jako generální ředitel. Lichtenštejn továrnu a její pobočky v Horní Bříze a v Poštorné roku 1918 převedl na akciovou společnost Rakovnické a poštorenské keramické závody. Tím skončila kamnářská historie rodiny Sommerschuhových.

## Výrobky

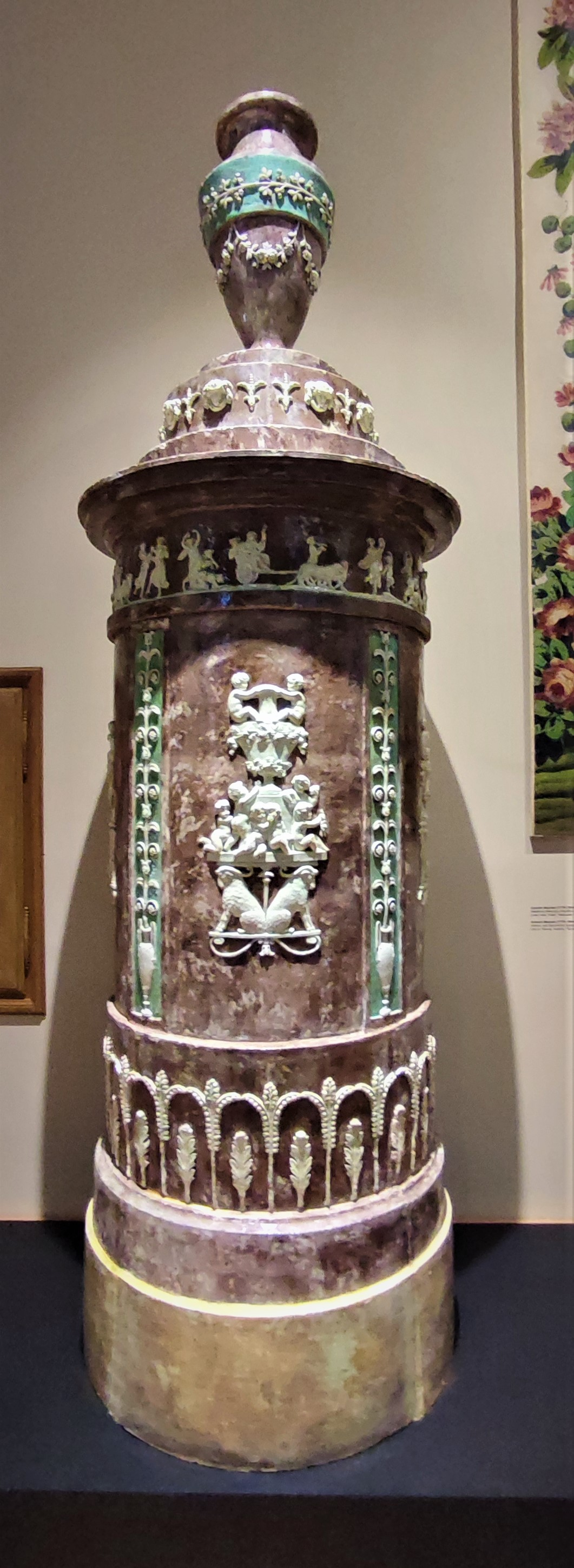
Kamna z usedlosti Jezerka, Uměleckoprůmyslové museum v Praze

### Kamna

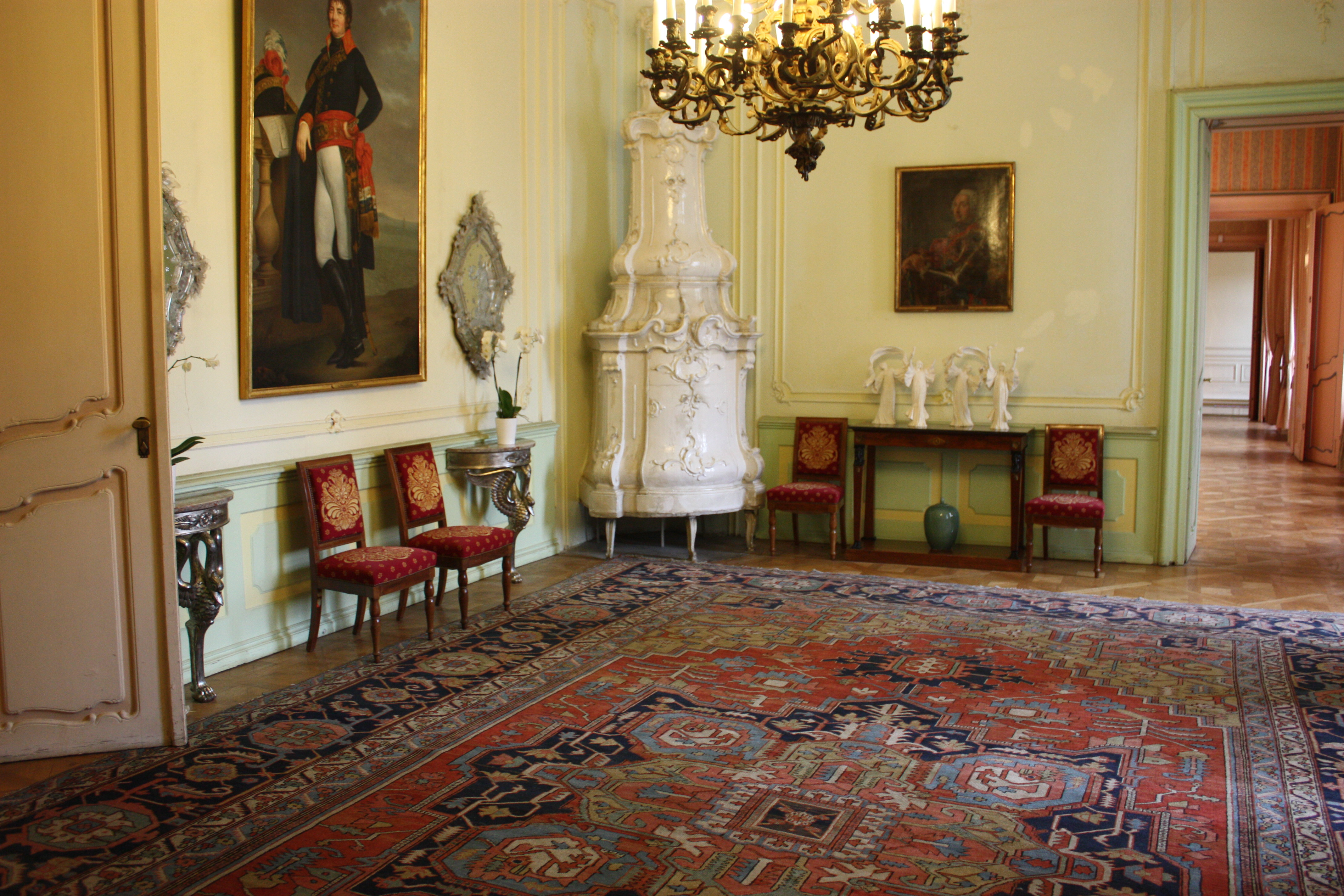
Novobarokní pyramidová kamna v Buquoyském paláci v Praze, 1860

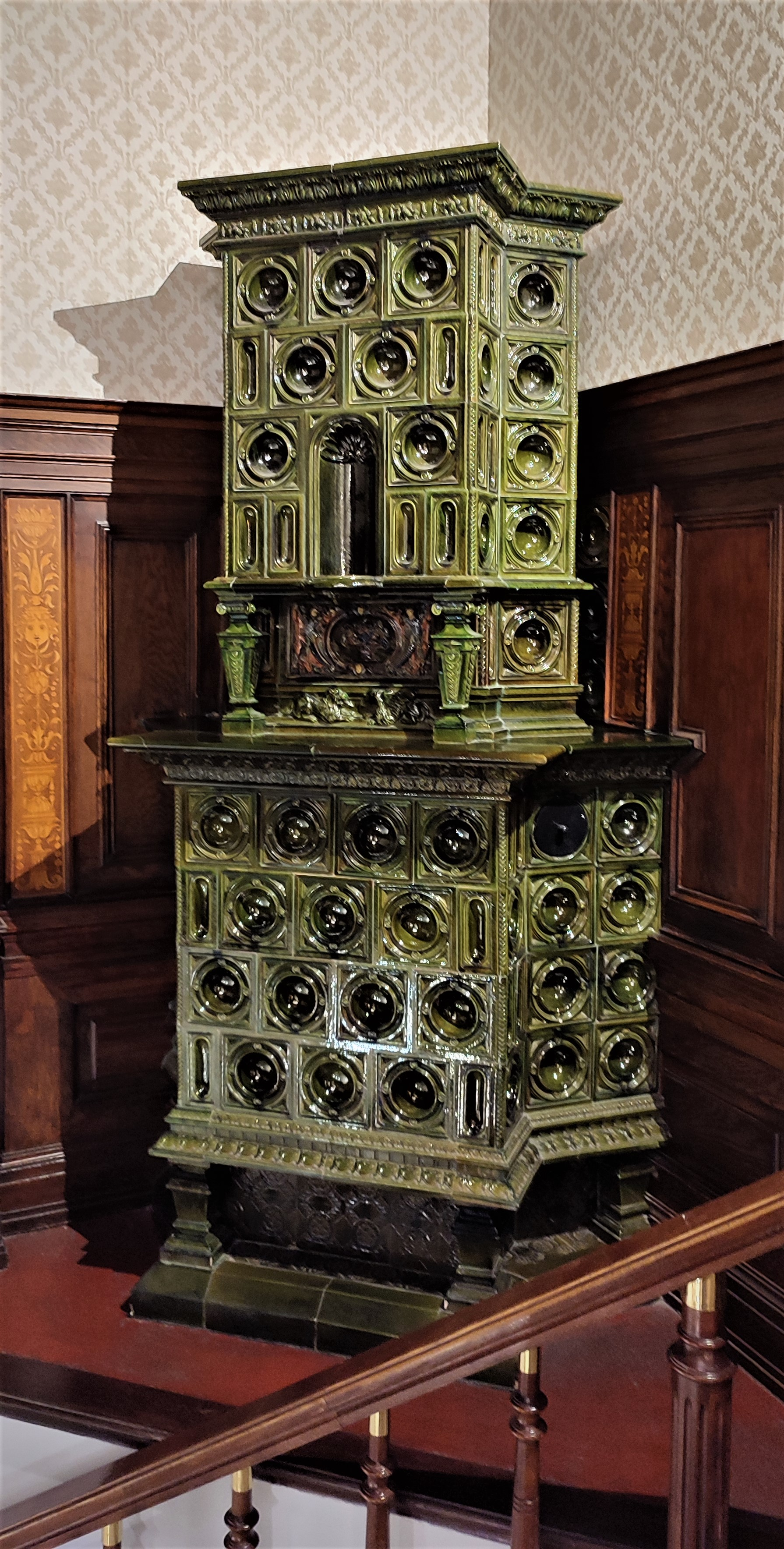
Novorenesanční kamna v domě U černé růže v Praze, 1891

Kamna z dílny Václava Jana Sommerschuha byla sestavená z velkých plátů nebo plastických dílů různých typů konstrukce: novobarokní měla konvexní a konkávní tvarování, válcová kamna vycházela z klasicismu,  novorenesanční kamna z lahvově zelených kachlů stála na nohách, měla tvar kvádru, plastické profilované římsy a niky (například u Bohumila Bondyho v domě U černé růže v Praze na Příkopech. Často byla kamna zdobena reliéfy, na stříšce měla někdy postavenou plastiku nebo vázu. Kamna z usedlosti Jezerka s novořeckými motivy se později dostala do sbírek Uměleckoprůmyslového muzea v Praze. Specialitou kamnářské továrny Václava Jana Sommerschuha byly tzv. „pyramidy“; jednalo se bílá kamna zhotovená z jednoho kusu.

### Výstavy
V roce 1891 továrna vystavovala různé druhy kachlových kamen a krbů na Jubilejní zemské výstavě. Václav Jan Sommerschuh (spolu se svým příbuzným Karlem Tichým) přispěli do úvodu katalogu výstavy stručným článkem o historii keramické výroby v Čechách.
V roce 1887 byl ve Zlaté Praze publikován kritický článek profesora Jana Kouly o „těžce pokulhávajícím“ českém kamnářství – v porovnání se světovou produkcí. O dva roky později, v roce 1889, byla ale na výstavě v Paříži oceněna zlatou medailí Sommerschuhova tónovaná bílá kamna. Tato kamna se rovněž dostala do sbírek Uměleckoprůmyslového muzea v Praze.

### Drobné plastiky
Výroba drobných venkovních plastik netrvala déle než dva roky v 70. letech 19. století. Plastiky dlouho nebyly na výstavách a nebyly publikovány jejich ceníky. Některé z nich byly pravděpodobně určeny jako dárky přátelům. Keramickými plastikami byla vyzdobena zahrada i vchod do rodinné vily na Křivoklátě či zahrada Bertramky, kde byla ve středu květinového záhonu umístěna plastika deváté múzy – Terpsichoré a další. V zahradě Julia Zeyera (Liboc) byla původně dvojice sošek, některé další sošky či jejich duplikáty jsou v Uměleckoprůmyslovém muzeu, ale mnohé se ztratily. Mezi modeléry se uvádějí i slavná jména: Josef Václav Myslbek (například pamětní deska Jana Brokoffa v depozitáři Lapidária Národního muzea) nebo Celestin Klouček.

### Obkladačky a dlaždice
Glazované keramické obkladačky s reliéfním dekorem  a dlaždice čtvercového formátu dodával Sommerschuh k obkladům stěn kuchyní či předsíní. Dochovaly se například v atriu Gröbovy vily v Praze na Vinohradech. Vzorky jsou vystaveny v expozici Národního technického muzea v Plasech. Specialitou byla pestrobarevná květinová výzdoba pod glazurou.

## Galerie

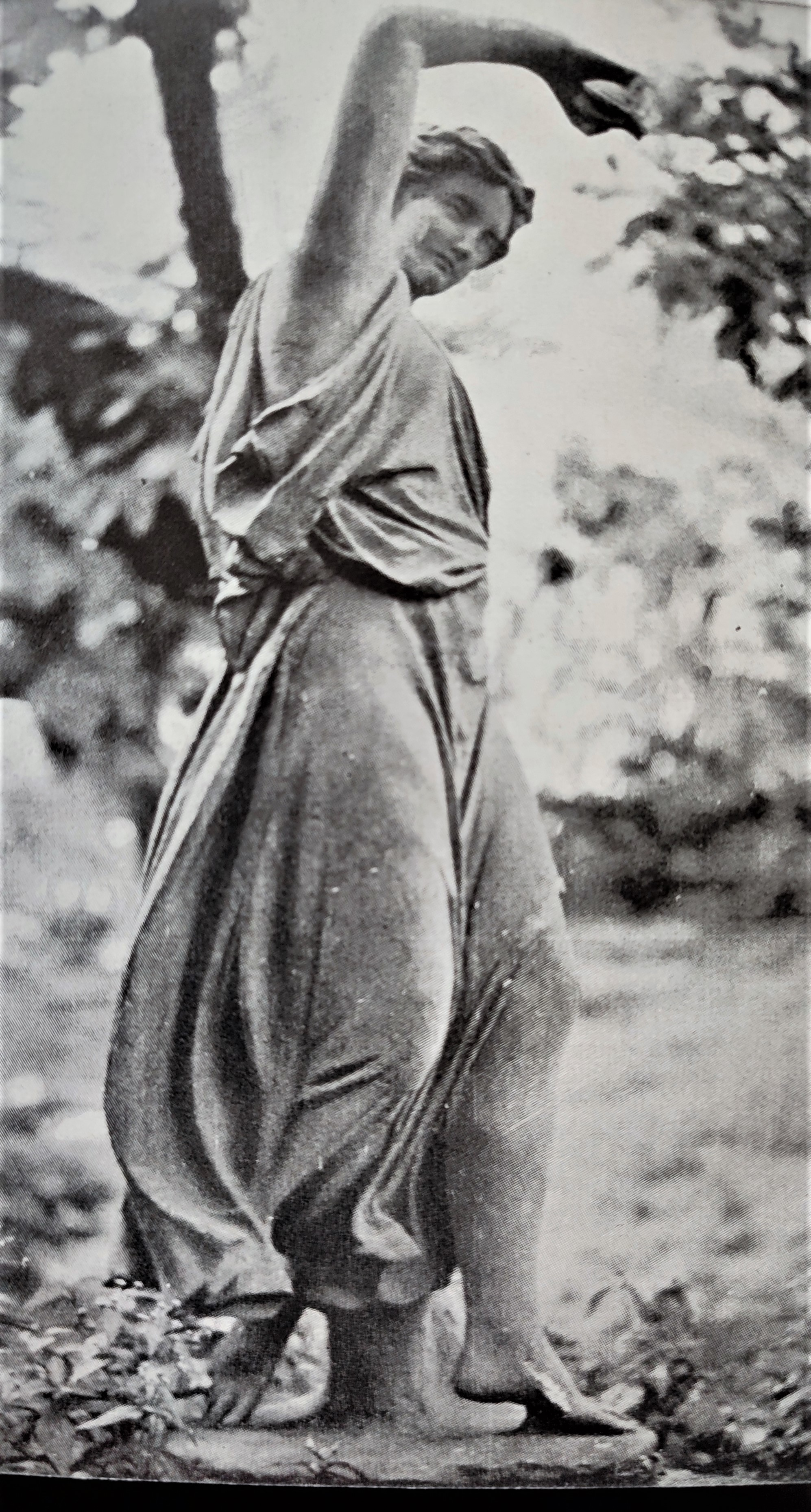
Socha Terpsichoré,  zahrada vily Bertramka
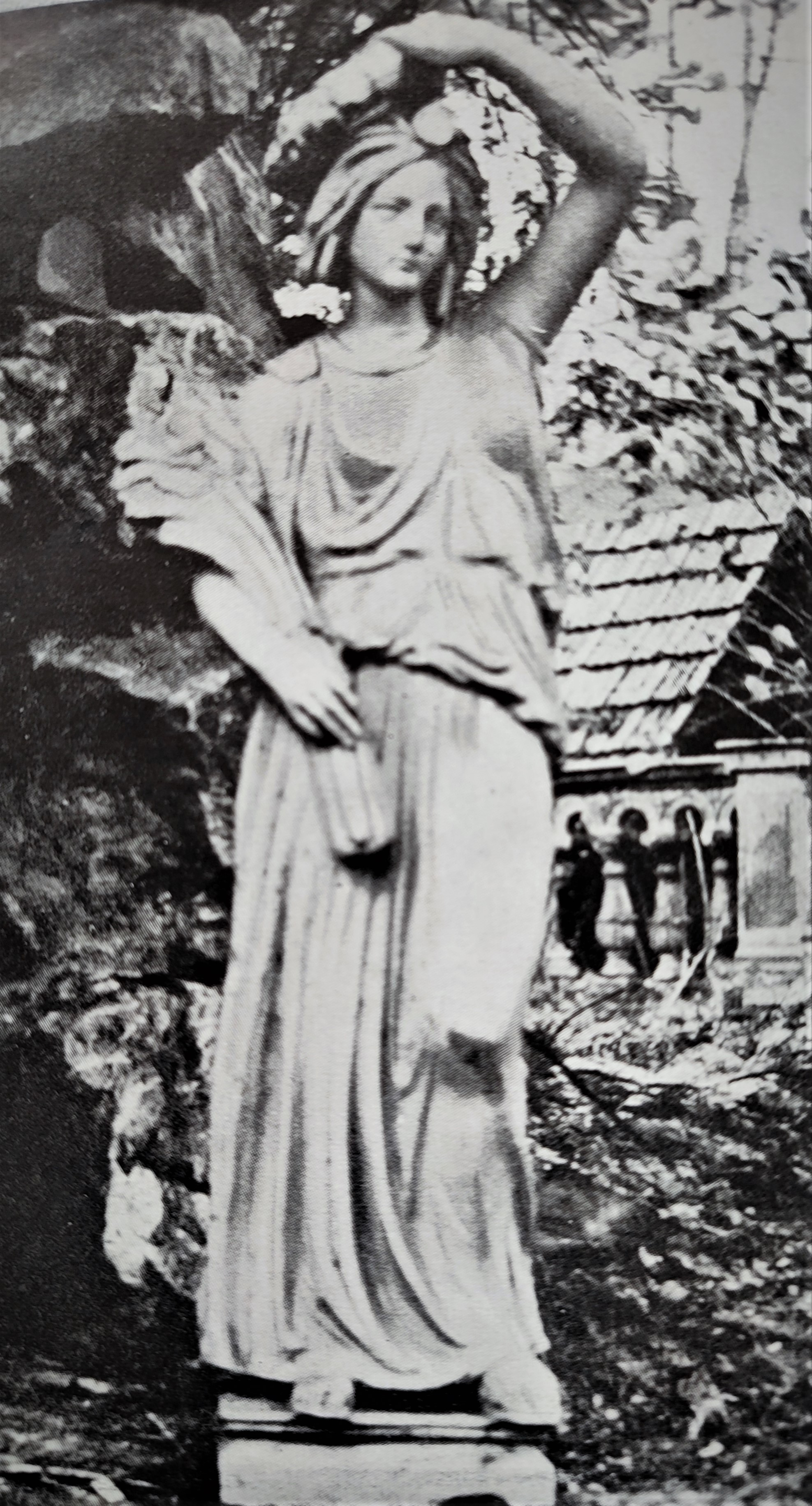
Socha Déméter z vily na Křivoklátě
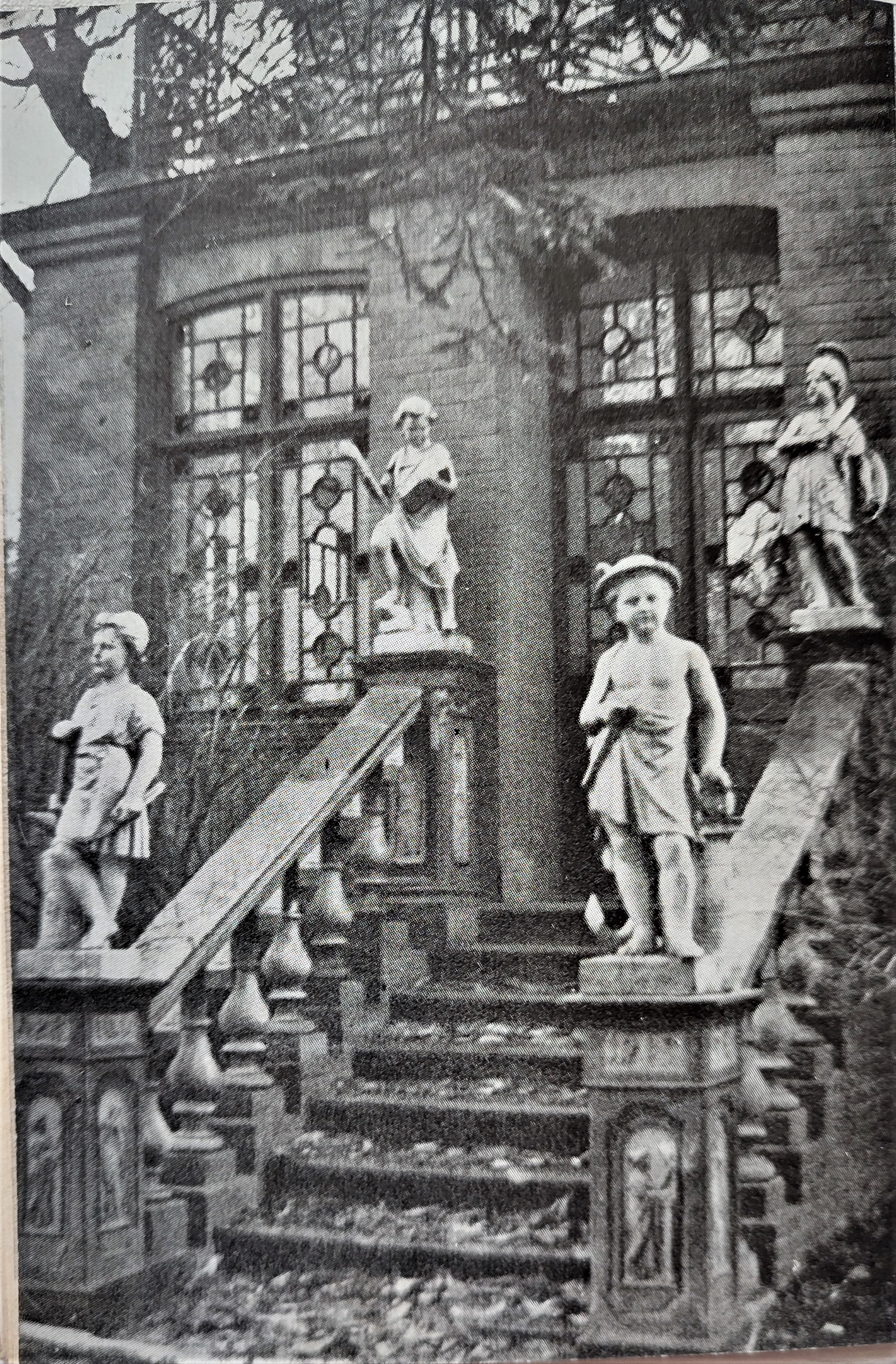
Alegorické sochy, vila na Křivoklátě
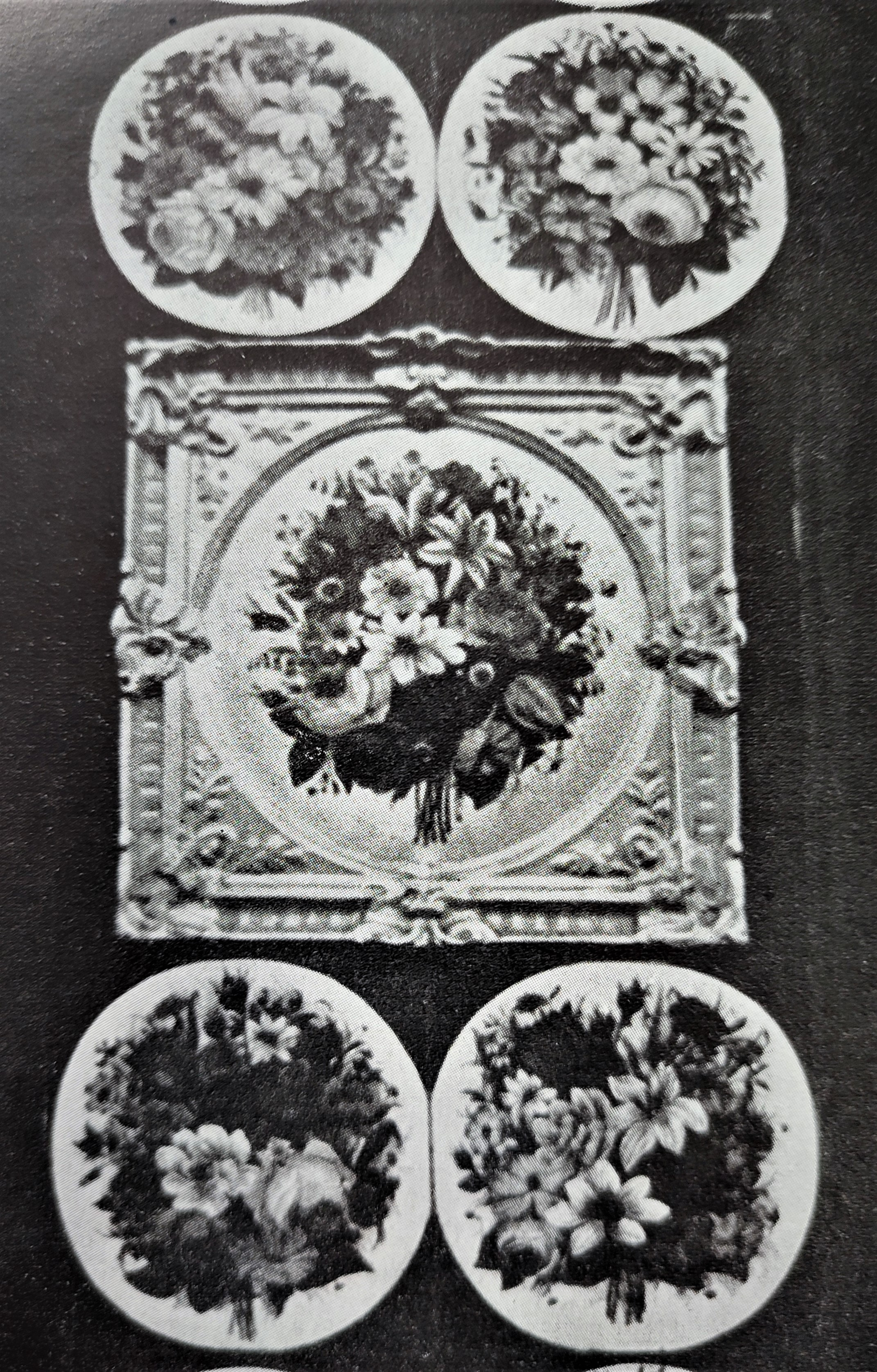
Kachle a obkladačky, vila na Křivoklátě
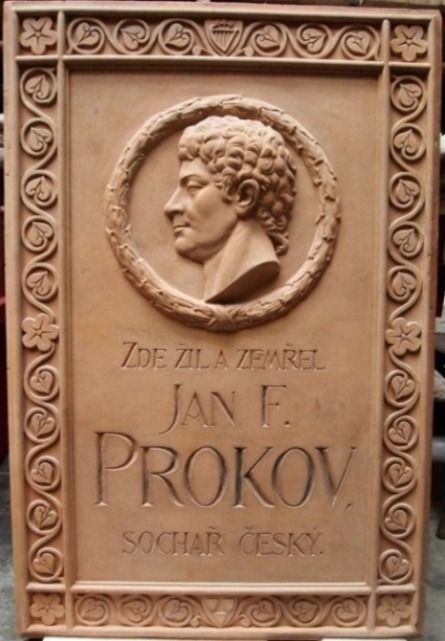
Pamětní deska Jana Brokofa s medailonem J. V. Myslbeka
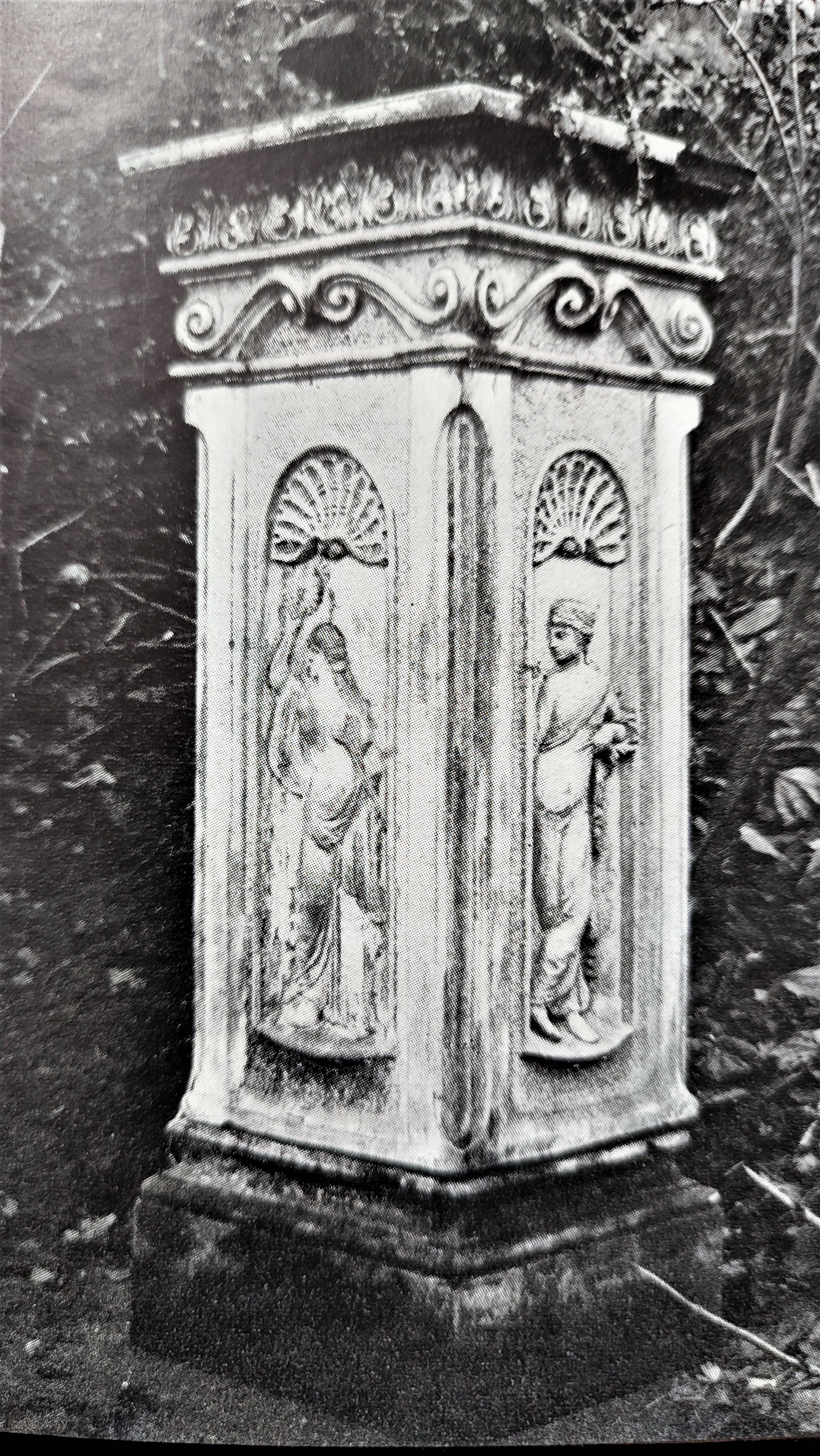
Podstavec nedochované sochy,  Bertramka
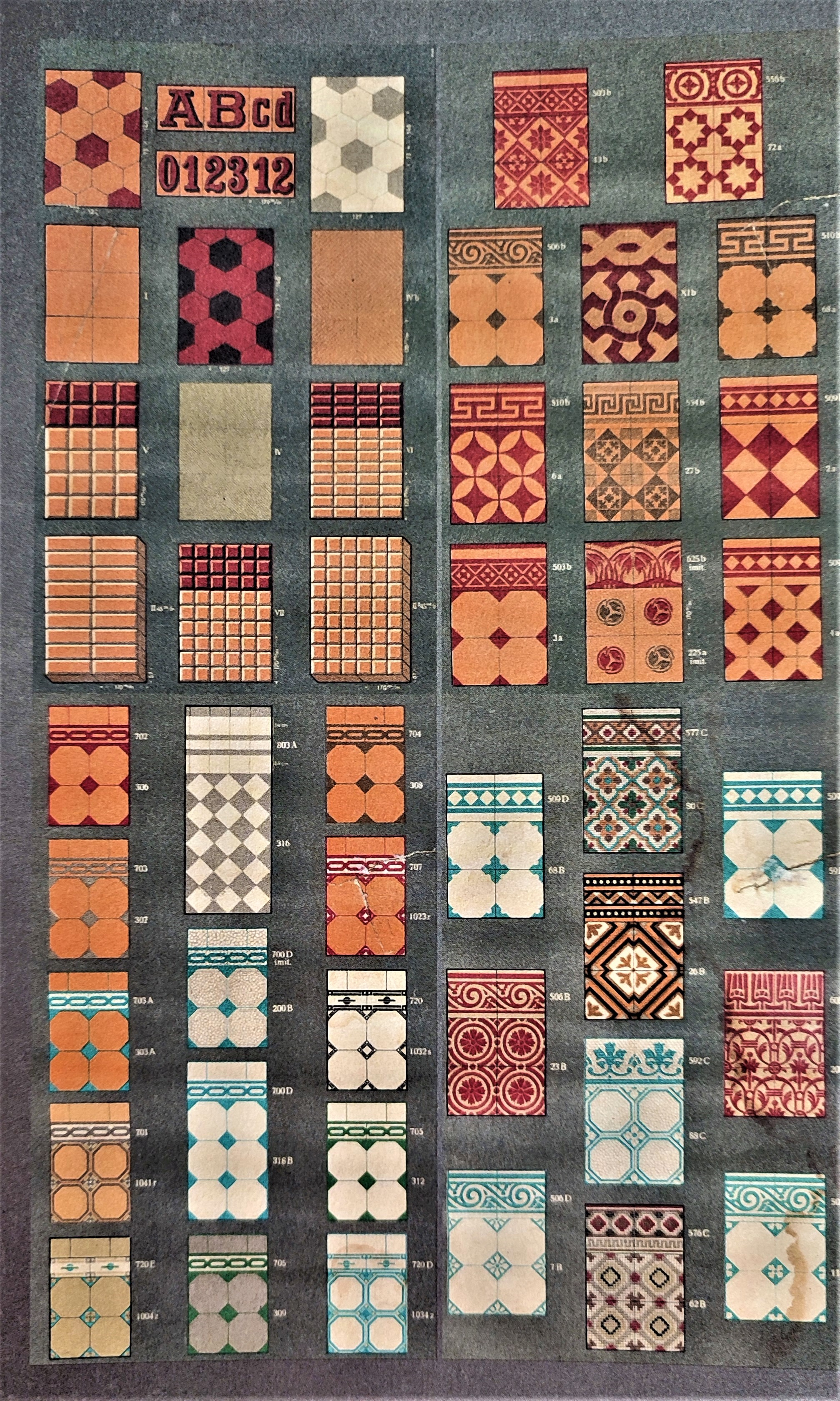
Vzorník dlaždic firmy Kasalovský a Sommerschuh